# Shanghaier Organisation für Zusammenarbeit
Die Schanghaier oder Shanghaier Organisation für Zusammenarbeit (SOZ; englisch Shanghai Cooperation Organisation, SCO) ist eine Internationale Organisation mit Sitz in Peking (China). Sie wurde 2001 gegründet und ging aus den 1996 gegründeten Shanghai Five hervor. Ihr gehören derzeit Belarus, die Volksrepublik China, Indien, Iran, Kasachstan, Kirgisistan, Pakistan, Russland, Tadschikistan und Usbekistan an. Die SOZ beschäftigt sich mit der sicherheitspolitischen Zusammenarbeit der Mitgliedstaaten sowie Wirtschafts- und Handelsfragen und der Stabilität in der Region. Derzeit nimmt die SOZ in Anspruch, circa 40 % der Weltbevölkerung zu vertreten, und stellt damit die weltweit größte Regionalorganisation dar. Seit Dezember 2004 hat die SOZ Beobachterstatus bei den Vereinten Nationen.

## Ziele
Die grundlegenden Ziele der SOZ sind:
- die Stärkung des Vertrauens unter den Mitgliedstaaten
- die Mitwirkung und Zusammenarbeit auf politischen, wissenschaftlich-technischen, kulturellen, touristischen und ökologischen Gebieten, im Bereich des Handels, der Energie und des Transports
- die gemeinsame Gewährleistung und Unterstützung von Frieden und Sicherheit in und zwischen den Regionen der Mitgliedsländer
- Lösung und Beilegung von Konflikten

Darüber hinaus sehen Beobachter die Eindämmung des Einflusses der NATO und die Verhinderung von Farbrevolutionen als Ziele der Organisation.

## Beteiligte Staaten
Mitgliedstaaten
1. Volksrepublik China (seit 1996, war bereits Mitglied der Shanghai Five)
2. Kasachstan (seit 1996, war bereits Mitglied der Shanghai Five)
3. Kirgisistan (seit 1996, war bereits Mitglied der Shanghai Five)
4. Russland (seit 1996, war bereits Mitglied der Shanghai Five)
5. Tadschikistan (seit 1996, war bereits Mitglied der Shanghai Five)
6. Usbekistan (seit der Gründung 2001)
7. Indien (seit 2017)
8. Pakistan (seit 2017)
9. Iran (seit 2023)[3]
10. Belarus (seit 2024)[4]

Staaten mit Beobachterstatus
1. Mongolei (seit 2004)
2. Afghanistan (ab 2012, seit der Machtübernahme der Taliban 2021 aber inaktiv)

Dialogpartner
1. Armenien (seit 2016)
2. Aserbaidschan (seit 2016)
3. Kambodscha (seit 2015)
4. Nepal (seit 2016)[5]
5. Sri Lanka (seit 2010)[6]
6. Türkei (seit 2013)
7. Ägypten (seit 2022)
8. Saudi-Arabien (seit 2022)[7]
9. Katar (seit 2022)
10. Bahrain (seit 2023)
11. Malediven (seit 2023)
12. Myanmar (seit 2023)
13. Vereinigte Arabische Emirate (seit 2023)
14. Kuwait (seit 2023)

Gastteilnehmer
1. Turkmenistan[8]
2. ASEAN
3. GUS
4. Organisation des Vertrags über kollektive Sicherheit
5. Eurasische Wirtschaftsunion

## Vorgeschichte
Vorläufer der SOZ war die Gruppe der Shanghai Five; sie wurde durch die 1996 in Shanghai erfolgte Unterzeichnung des Vertrags über die Vertiefung des militärischen Vertrauens in Grenzregionen (russisch Соглашение об укреплении доверия в военной области в районе границы; chinesisch 关于在边境地区加强军事领域信任的协定) durch die Volksrepublik China, Russland, Kasachstan, Kirgisistan und Tadschikistan gegründet. 1997 unterzeichneten dieselben Staaten den Vertrag über die Reduzierung der Streitkräfte in Grenzregionen (russisch Соглашение о взаимном сокращении вооружённых сил в районе границы; chinesisch 关于在边境地区相互裁减军事力量的协定) anlässlich eines Gipfeltreffens in Moskau. Die SOZ diente zunächst vorrangig der Klärung von Grenzstreitigkeiten, die nach dem Zerfall der Sowjetunion in Zentralasien auftraten. Jährliche Gipfeltreffen der Shanghai Five fanden 1998 in Almaty (Kasachstan), 1999 in Bischkek (Kirgisistan) und 2000 in Duschanbe (Tadschikistan) statt.

## Gründung und Entwicklung

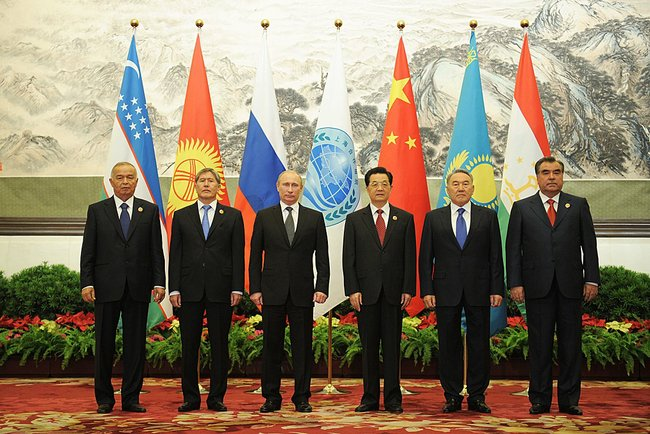
Gipfeltreffen der Staats- und Regierungschefs der Shanghaier Organisation für Zusammenarbeit 2012 in Peking

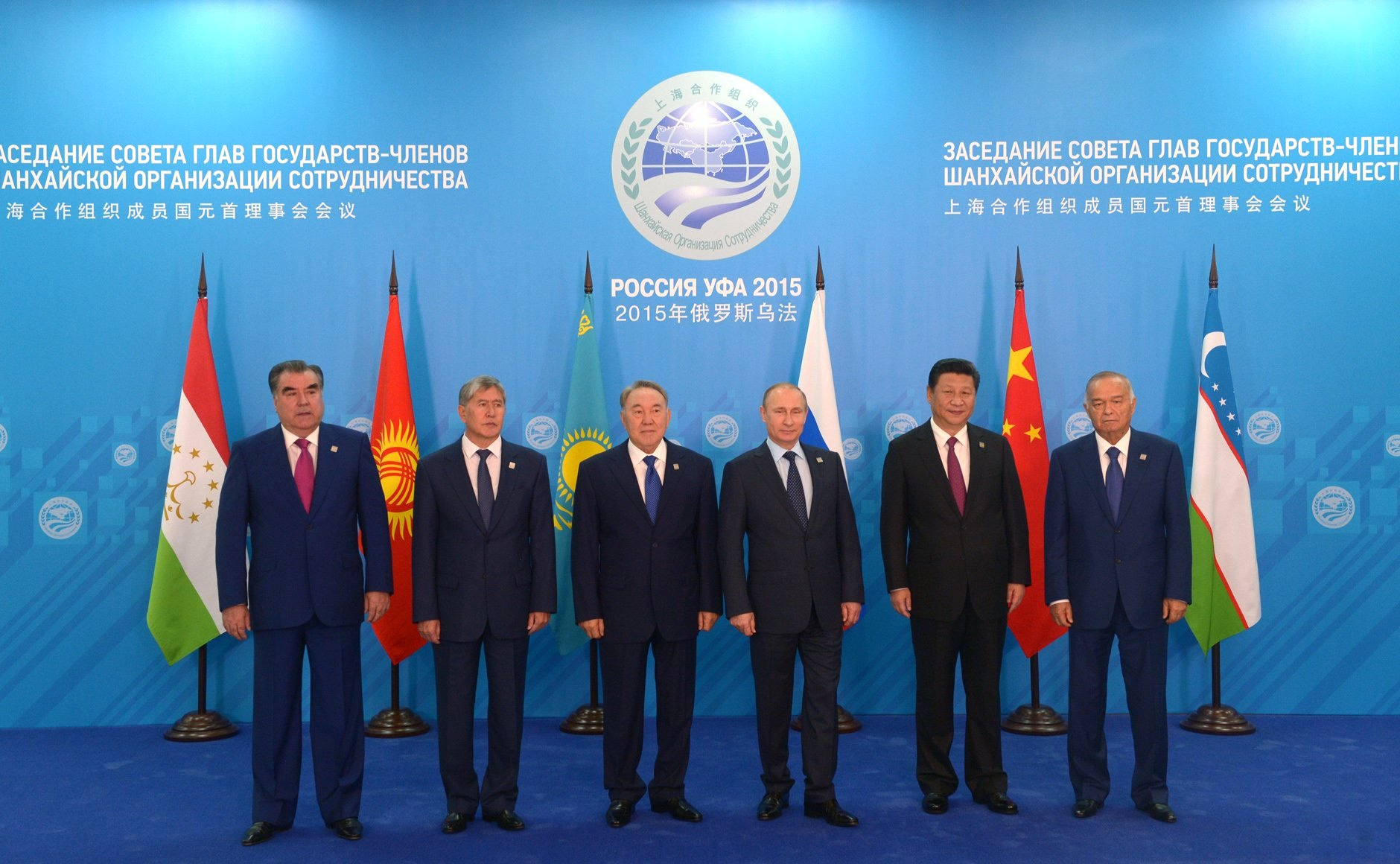
15. Gipfeltreffen im Juli 2015 in Ufa in Russland

2001 kehrte das Gipfeltreffen der Shanghai Five nach Shanghai zurück. Die fünf Mitgliedstaaten nahmen hier Usbekistan in die Verträge der Shanghai Five auf, die nunmehr informell als Shanghai Six bezeichnet werden. Gleichzeitig unterzeichneten alle sechs Staatschefs am 15. Juni 2001 einen Vertrag, in dem die Gründung der Organisation verkündet wurde (russisch Декларация о создании Шанхайской организации сотрудничества; chinesisch 上海合作组织成立宣言).
Am 7. Juni 2002 trafen sich die Staats- und Regierungschefs der SOZ-Staaten in Sankt Petersburg, um dort die SOZ-Charta zu unterzeichnen, die die Ziele, Prinzipien, Struktur und Handlungsweise der Organisation festlegte. Mit dieser Charta erhielt die SOZ ihren derzeitigen völkerrechtlichen Rahmen.
Auf dem SOZ-Gipfel in Taschkent (Usbekistan), der vom 16. Juli bis zum 17. Juli 2004 stattfand, beschloss die SOZ, ein regionales Antiterrornetzwerk einzurichten (Региональная антитеррористическая структура 地区反恐怖机构, dìqū fǎnkǒngbù jīgòu, RATS, englisch Regional Counter-Terrorism Structure, RCTS), das am 1. Januar 2007 in Taschkent die Arbeit aufnahm. Erster Direktor des RATS wurde Myrzakan Subanov aus Kirgisistan.
Auf dem Gipfeltreffen 2006 in Shanghai wurde das Verwaltungssekretariat der SOZ zu einem Generalsekretariat ausgebaut. Beim Gipfeltreffen im September 2008 war auch der iranische Präsident Mahmud Ahmadineschad zugegen, der im nächsten Jahr auch dem Gipfeltreffen in Jekaterinburg beiwohnte. Das war sein erster Besuch im Ausland nach seiner Wiederwahl.
Im Jahr 2010 legten die beiden Gründungsmitglieder China und Russland ihre jahrzehntelangen Grenzkonflikte bei und konnten eine weitere Annäherung ihrer beiden Länder erreichen.
Mitte Mai 2011 trafen sich die Außenminister der SOZ-Staaten in Alma-Ata (Kasachstan), um die Tagesordnung des für Juni in Astana (Kasachstan) anberaumten zehnten Gipfels zu vereinbaren. Bei dem Gipfel sollten verschiedene Abkommen unterzeichnet werden, u. a. die Anti-Drogen-Strategie bis 2016. Kurz vor dem Vorbereitungstreffen unterstrich Afghanistan sein Interesse an einem Beobachterstatus.

Übersichtskarte zur SOZ mit dem Stand vom Juni 2017: Mitglieder (blau), Beobachter (dunkelgrün), “Dialogpartner” (gelb), Gäste/An der Mitgliedschaft interessierte Staaten (türkis)

Die Türkei stellte im Oktober 2011 einen offiziellen Antrag auf eine „Dialogpartnerschaft“, welcher am 7. Juni 2012 angenommen wurde. Damit ist die Türkei das erste Land, das eine Dialogpartnerschaft mit der SOZ unterhält und gleichzeitig Mitglied der NATO ist. Im Westen wurde dieser Schritt kritisch aufgenommen, vor allem in Hinblick auf die Beitrittsverhandlungen mit der EU. In einem Interview bemerkte der türkische Ministerpräsident Erdoğan: „Dann sagen wir der EU auf Wiedersehen“. Er wiederholte sein Anliegen im November 2016 und führte die 2005 begonnenen und seit Jahren stockenden Beitrittsverhandlungen mit der EU an. Die SOZ-Vollmitgliedschaft würde seinem Land möglich machen, „viel leichter zu handeln“. Auf türkischen Vorschlag haben die Bündnisstaaten zudem beschlossen, den Vorsitz im Energieclub der Organisation für jeweils ein Jahr zu führen. Der einstimmig getroffenen Vereinbarung zufolge übernimmt Ankara 2017 diesen Posten.
Im September 2014 in Duschanbe (Tadschikistan) haben Indien und Pakistan Aufnahmeanträge gestellt, welche auf dem Gipfel im Juli 2015 in Ufa (Russland) zur Abstimmung gebracht worden sind.
Im Rahmen des 15. Gipfeltreffens am 9. und 10. Juli 2015 in Ufa, Russland wurde der zukünftige Beitritt Indiens und Pakistans beschlossen. Auf dem folgenden Gipfeltreffen in Taschkent wurden weitere Memoranden unterzeichnet, welche 2017 in Astana zur Aufnahme beider Staaten führten.
Im September 2021 wurde der Beitrittsprozess für den Iran begonnen, welcher beim Gipfel 2022 zum Beschluss von Schritten zur Vollmitgliedschaft des Iran führte und im Juli 2023 zum Beitritt. Des Weiteren wurde bei besagtem Treffen 2022 der Prozess für die Aufnahme von Belarus eingeleitet. Die Türkei, welche als „Dialogpartner“ am Gipfel teilnahm, bekundete ebenfalls Interesse an einer Mitgliedschaft. Dies sollte Thema beim nächsten Gipfel werden.

## Gipfeltreffen

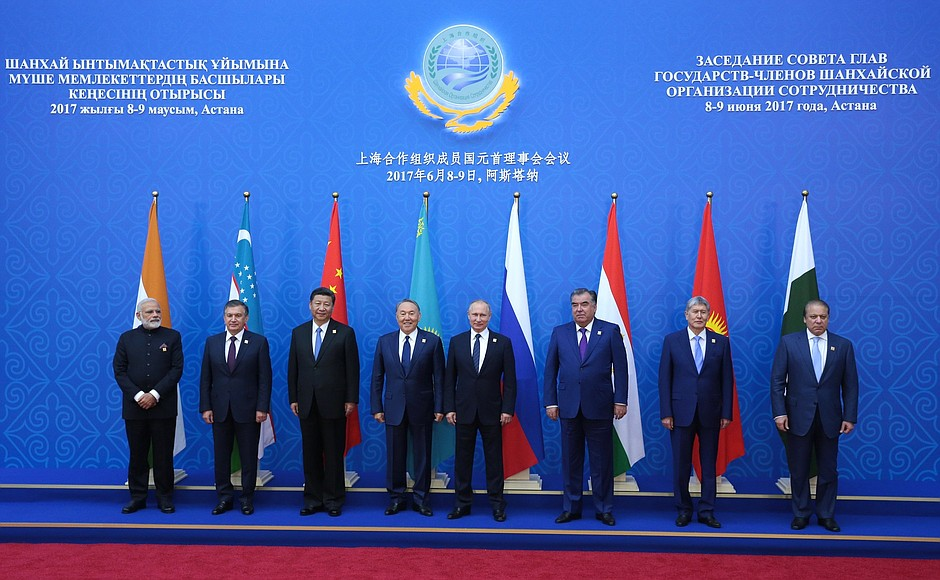
17. Gipfeltreffen im Juni 2017 in Astana in Kasachstan mit der Aufnahme Indiens und Pakistan als neue Mitgliedsstaaten

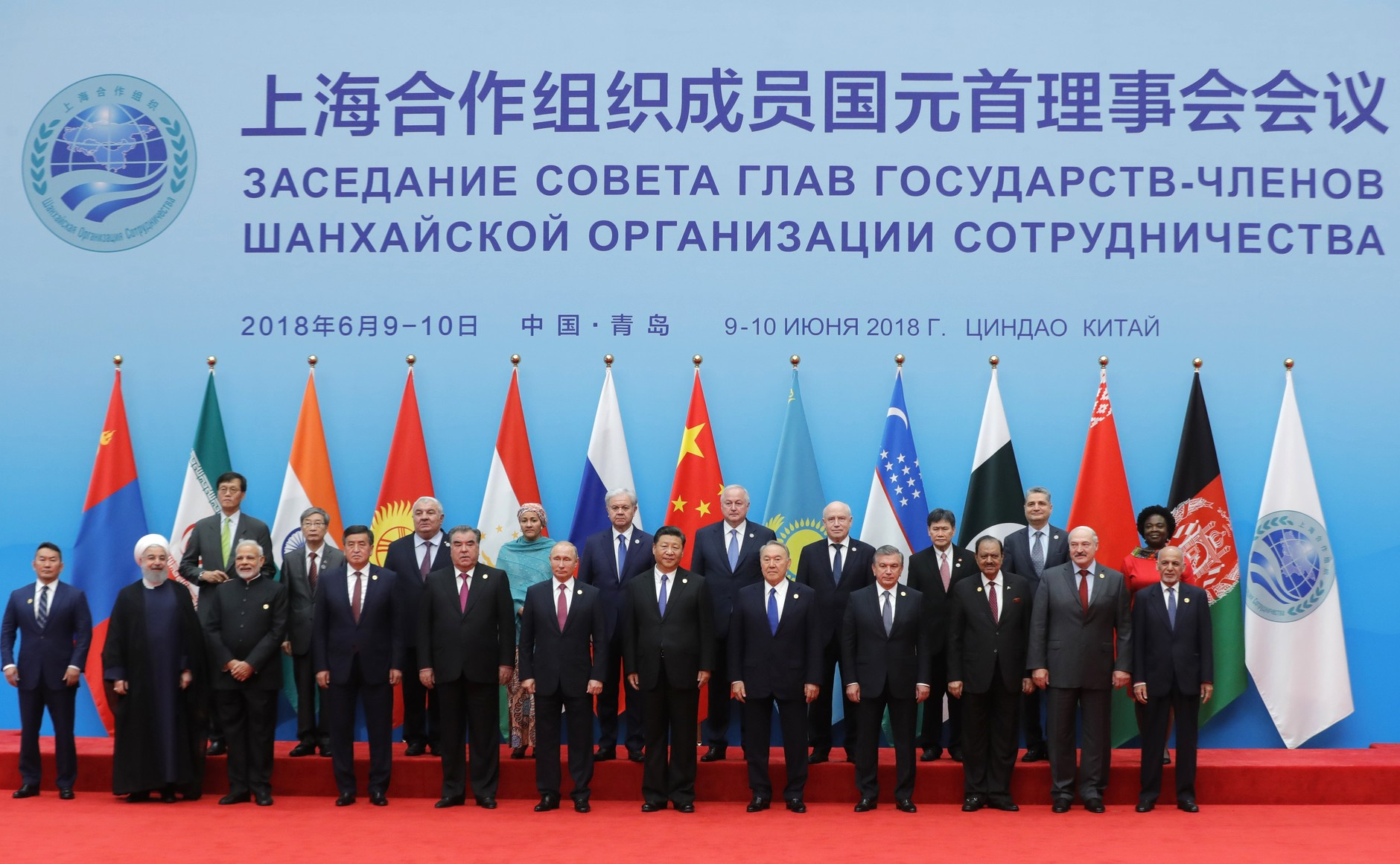
Gruppenfoto zum SCO-Gipfeltreffen in Qingdao

| Datum                      | Ort              | Staat         | Bemerkung                                                |
| -------------------------- | ---------------- | ------------- | -------------------------------------------------------- |
| 14. Juli 2001              | Shanghai         | China         | Aufnahme Usbekistans                                     |
| 7. Juni 2002               | Sankt Petersburg | Russland      | Unterzeichnung Charta                                    |
| 28. bis 29. Mai 2003       | Moskau           | Russland      |                                                          |
| 16. bis 17. Juli 2004      | Taschkent        | Usbekistan    | Einrichtung Antiterrornetzwerk                           |
| 5. Juli 2005               | Astana           | Kasachstan    |                                                          |
| 15. Juni 2006              | Shanghai         | China         | Einrichtung Generalsekretariat                           |
| 28. Juni 2007              | Bischkek         | Kirgisistan   |                                                          |
| 28. August 2008            | Duschanbe        | Tadschikistan |                                                          |
| 15. bis 16. Juni 2009      | Jekaterinburg    | Russland      |                                                          |
| 10. bis 11. Juni 2010      | Taschkent        | Usbekistan    |                                                          |
| 14. bis 15. Juni 2011      | Astana           | Kasachstan    |                                                          |
| 6. bis 7. Juni 2012        | Peking           | China         |                                                          |
| 13. bis 14. September 2013 | Bischkek         | Kirgisistan   |                                                          |
| 12. bis 13. September 2014 | Duschanbe        | Tadschikistan | Mitgliedschaftsanträge Indien und Pakistan               |
| 9. bis 10. Juli 2015       | Ufa              | Russland      |                                                          |
| 23. und 24. Juni 2016      | Taschkent        | Usbekistan    |                                                          |
| 8. bis 9. Juni 2017        | Astana           | Kasachstan    | Aufnahme Indiens und Pakistans                           |
| 9. bis 10. Juni 2018       | Qingdao          | China         |                                                          |
| 14. bis 15. Juni 2019      | Bischkek         | Kirgisistan   |                                                          |
| 10. November 2020          | Sotschi          | Russland      |                                                          |
| 16. bis 17. September 2021 | Duschanbe        | Tadschikistan | Mitgliedschaftsantrag des Iran                           |
| 15. bis 16. September 2022 | Samarkand        | Usbekistan    | Iran und SCO vereinbaren Schritte zur Vollmitgliedschaft |
| 4. bis 5. Mai 2023         | Goa              | Indien        | Aufnahme des Iran                                        |
| 3. bis 4. Juli 2024        | Astana           | Kasachstan    | Aufnahme Belarus                                         |

## Organisation
Das höchste Organ der SOZ (englisch Shanghai Cooperation Organization (SCO); chinesisch 上海合作組織 / 上海合作组织, Pinyin Shànghǎi Hézuò Zǔzhī; russ.: Шанхайская организация сотрудничества, ШОС) ist der „Rat der Staatsoberhäupter“ (Council of Heads of State). Ab 2002 wurde in Taschkent (Usbekistan) ein gemeinsames Zentrum zur Bekämpfung des Terrorismus eingerichtet, zwei Jahre später folgte für die SOZ ein Sekretariat in Peking. Die Mitglieder beachten das Prinzip der Nichteinmischung. Entscheidungen werden im Konsens getroffen. Arbeitssprachen der Organisation sind Chinesisch und Russisch.

## Generalsekretäre
| Periode             | Name                | Herkunftsstaat      |
| ------------------- | ------------------- | ------------------- |
| 2007 bis Mitte 2011 | Bolat Nurghaliew    | Kasachstan          |
| Mitte 2011 bis 2012 | Muratbek Imanalijew | Kirgisistan         |
| 2013 bis 2015       | Dmitri Mesenzew     | Russland            |
| 2016 bis 2018       | Raschid Alimow      | Tadschikistan       |
| 2019 bis 2021       | Vladimir Norov      | Usbekistan          |
| 2022 bis 2024       | Zhang Ming          | Volksrepublik China |
| seit 2025           | Nurlan Jermekbajew  | Kasachstan          |

Der Generalsekretär wird auf dem SCO-Gipfel für jeweils drei Jahre bestimmt.

## Kritik
Robert Kagan, Berater des ehemaligen US-Präsidentschaftskandidaten John McCain, polemisierte scharf gegen das Bündnis. Die Shanghaier Organisation für Zusammenarbeit sei von China und Russland gegründet worden, um dem wachsenden Einfluss der USA in Zentralasien zu widerstehen (Seidenstraßenstrategie). In russischen Zeitungen, so Kagan, werde das Bündnis bereits als Anti-NATO und zweiter Warschauer Pakt bezeichnet. Die Frage, ob die SOZ als ein Bündnis, das sich dem wachsenden US-Einfluss in Zentralasien entgegenstellt, oder eher als neutrale internationale Organisation zur Stärkung der regionalen Stabilität gesehen werden muss, ist aufgrund der jungen Geschichte der SOZ schwierig zu beantworten. Untersuchungen attestieren der SOZ eine anti-US-amerikanische, jedoch keine grundsätzlich anti-westliche Haltung. Auch verweisen sie auf die kasachische Schaukelpolitik zwischen NATO und SOZ, die den Ausbau der SOZ zu einer Organisation vergleichbar mit dem Warschauer Pakt bis dato verhindert hat. Eine gemeinsame ideologische Positionierung gegen den Westen wird ähnlich wie bei BRICS durch die unterschiedlichen geopolitischen Ambitionen und Rivalitäten einzelner Mitgliedsstaaten untereinander erschwert. Neben Indien und China, die im Himalaya und im Indischen Ozean Rivalen sind, ist auch das Verhältnis von Pakistan und Indien angespannt. Indiens Außenminister Subrahmanyam Jaishankar stellte Anfang 2024 fest, dass Indien sich zwar als „nicht-westlich“ sehe, sich jedoch nicht als „anti-westlich“ positioniere, sondern im Gegenteil seine Beziehungen zu westlichen Staaten vertiefe.